# Велика Мура
Велика Мура (рос. Большая Мура) — присілок в Бариському районі Ульяновської області Російської Федерації.
Населення становить 5 осіб. Входить до складу муніципального утворення Малохомутерське сільське поселення.

## Історія
Від 2004 року входить до складу муніципального утворення Малохомутерське сільське поселення.

## Населення
| 2010 |
| ---- |
| 5    |